# Melmoth l'errante
Melmoth l'errante o Melmoth l'uomo errante (Melmoth the Wanderer) è un romanzo gotico di Charles Robert Maturin, prozio di Oscar Wilde, pubblicato in Gran Bretagna nel 1820 in quattro volumi.
La prima traduzione in italiano è del 1842, redatta da Tommaso Fontana Tipografo Editore, in una collana di tre volumi appartenente alla raccolta Collezione di romanzi scelti Italiani e stranieri (volumi V; VI; VII). I tre volumi sono custoditi nella Biblioteca nazionale austriaca.
Questa edizione italiana e quella UTET sono le uniche a non presentare tagli e ricapitolazioni, con una traduzione attinente al testo originale della prima edizione inglese.
Nel 1968, per i tipi di Bompiani, il romanzo è stato tradotto da Diana Bonacossa.

## Trama
(Melmoth)
Nell'autunno del 1816 John Melmoth, un giovane orfano, studente universitario a Dublino, riceve la notizia che l'unico suo parente, lo zio ricco e taccagno dal carattere bizzarro e iroso dal quale riceveva da anni una esigua rendita, si trova in punto di morte. Giunto nella contea di Wicklow, trova riunite all'interno della villa numerose persone fra cui una vecchia sibilla e la governante, le quali sostengono che il vecchio Melmoth sia ridotto in fin di vita a causa di un evento spaventoso.
John decide di salire in camera dello zio, che lo prega di prendergli una bottiglia di vino in un ripostiglio per alleviare la propria sofferenza. All'interno del ripostiglio John trova il ritratto di un loro antenato che reca la data 1646. Lo zio sostiene di aver visto ancora in vita solamente pochi giorni prima l'uomo raffigurato nel dipinto. La stessa notte il vecchio viene a mancare. 
Con l'apertura del testamento, il giovane Melmoth scopre di essere l'unico erede del patrimonio e viene a conoscenza di una postilla, contenuta fra le ultime volontà del defunto zio: il dipinto e una pergamena allegata ad esso devono essere indiscutibilmente distrutti.
Incuriosito, il nipote si immerge nella lettura della pergamena.
Il manoscritto è opera di un intellettuale inglese, un certo Stanton, che nel 1676 si trova in Spagna. Qui durante un temporale si imbatte in uno strano individuo che ride in modo disumano di una tragedia appena accaduta ad una giovane coppia di sposi. Dopo aver indagato a lungo su quest'uomo, viene a conoscenza di altri strani avvenimenti accaduti in sua presenza, come la morte di un prete per cause inspiegabili.
L'anno successivo Stanton si trova a Londra, alla ricerca di quell'essere sovrannaturale. Quando ormai ha perso ogni speranza, lo rivede durante una rappresentazione a teatro: questi però gli prevede che si rincontreranno all'interno di un manicomio. Qualche anno dopo, infatti, Stanton si troverà rinchiuso in un agghiacciante manicomio: qui incontra di nuovo Melmoth, il quale gli propone un'innominabile clausola in cambio della sua libertà, ma Stanton lo scaccia immediatamente definendolo un demonio.
Alla fine Stanton riottiene la libertà, ma continua a cercare ossessivamente Melmoth. Scopre, infine, che nacque in Irlanda e si mette in contatto con la sua famiglia, alla quale lascia quel manoscritto.
Il giorno successivo alla lettura del manoscritto e alla distruzione dello stesso insieme al quadro, avviene un naufragio poco lontano dalla villa. Il giovane Melmoth si reca sulla spiaggia per cercare di trarre in salvo i superstiti quando, immobile, in piedi su uno scoglio, scorge quell'essere eccezionale: nel tentativo di raggiungerlo cade all'indietro e sviene. Quando Melmoth si riprende, scopre che solo una persona si è salvata dal naufragio (ed ha salvato anche lui) ed è ora ospite in casa sua: ha trent'anni, è spagnolo ed è al corrente della storia dell'antenato di Melmoth.
Alonzo Monçada, il giovane spagnolo, racconta la sua storia. Sin dall'infanzia era stato separato dal fratello e dai genitori perché figlio illegittimo concepito fuori dal matrimonio. Con la complicità di un frate gesuita, i genitori accettano di lavare la propria colpa scaricandola sul figlio, costringendolo a farsi frate. Alonzo, pur essendo contrario, finge di accettare. Una volta in convento, il superiore scopre il tentativo del fratello di liberarlo da quella triste condizione attraverso una denuncia civile, scatenando in questo modo una pesante punizione sul povero Alonzo. Questi, rinchiuso in isolamento, riceve ogni notte delle visite inquietanti messe in scena dai frati, che mineranno sempre più la sua condizione psicologica. Dopo l'isolamento e numerosi maltrattamenti da parte di tutta la comunità del convento, Alonzo è esasperato e continua a progettare la fuga, con l'aiuto esterno di suo fratello Juan: avvalendosi dell'abile ingegno di un parricida (che si era rifugiato in convento per nascondere le sue colpe ma che ora, dopo tanti anni, progetta di scappare), Alonzo riesce ad evadere dal convento attraverso uno stretto reticolo di cripte sotterranee. Una volta usciti, però, Alonzo non fa in tempo ad abbracciare Juan che questi viene ucciso dal parricida, che più avanti rivelerà di averlo tradito per ottenere in cambio dalla Chiesa la salvezza eterna. Alonzo viene portato nelle carceri dell'Inquisizione, dove incontra per la prima volta Melmoth, credendolo all'inizio un complice del Sant'Uffizio. Poco a poco si renderà conto che l'uomo misterioso è tutt'altro, e viene accusato di essere in combutta con il demonio proprio a causa di quelle visite. Prima della sua condanna, tuttavia, Monçada rifiuta l'aiuto infernale dell'Uomo Errante, e grazie ad un incendio riesce a fuggire dall'Inquisizione e trovare riparo nella casa di un ebreo. Dopo essersi mostrato allo scoperto durante il massacro del parricida che aveva ucciso suo fratello, lo spagnolo incontra un vecchissimo ebreo, Adonia, che avendo predetto il loro incontro ed essendo lui stesso stato vittima di Melmoth, prende Monçada sotto la sua ala, e in cambio il giovane spagnolo copia una serie di manoscritti.
Il racconto degli Indiani parla di Immalì, una fanciulla naufragata e cresciuta su una paradisiaca isola indiana. Qui finisce anche Melmoth, che inizia a provare qualcosa di indefinibile per quella creatura innocente, e poco a poco smette di considerarla una sua vittima. Ma dopo averle parlato con cinismo del mondo, della corruzione e della religione, decide di lasciarla per sempre, evitando così di precluderle la salvezza eterna per sua stessa mano. Dopo un temporale tremendo, credendola e sperandola morta, se ne va dall'isola. Tre anni dopo la bella Immalì è in Spagna, col nome cristiano di Isidora, essendo stata trovata da dei mercanti e riportata alla sua famiglia. Mentre un gruppo sta parlando delle leggende che accerchiano Melmoth l'Errante, questi incrocia per caso Isidora, che sviene immediatamente. L'irlandese comincia a farle visita di notte, combattuto tra il suo diabolico compito e l'affetto che gli ispira la fanciulla. Una notte la conduce in una basilica abbandonata, e i due vengono uniti in matrimonio da quello che si scoprirà essere il cadavere di un prete.

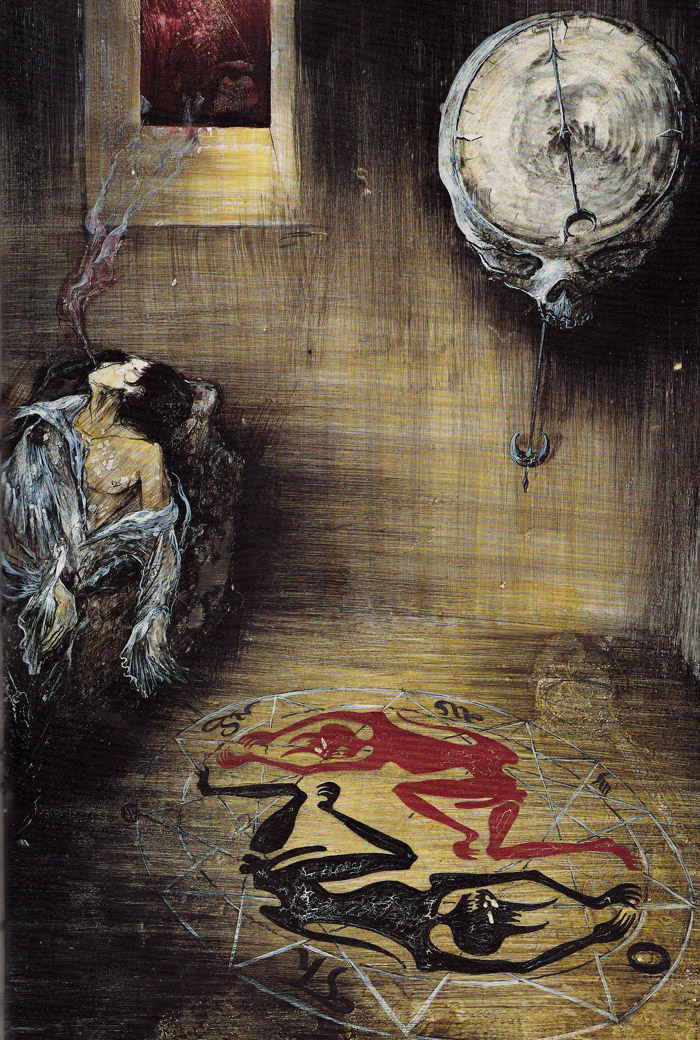
"...Come abbia trascorso la mia vita tu lo sai fin troppo bene [...] Ti ho chiamato perché tu mi prometta solennemente che nasconderai a tutti la notizia della mia morte..."

Nel frattempo il padre di Isidora incontra uno straniero in una locanda, che narra il Racconto della Famiglia Guzman. Guzman, un ricco mercante spagnolo, ha una sorella minore che sposa un povero musicista tedesco, Walberg. Guzman decide di farli suoi eredi e li fa venire in Spagna assieme ai loro figli e i genitori di Walberg. La famiglia Walberg è abituata a vivere agiatamente, fino a quando Guzman muore. Nel testamento lascia tutto alla chiesa. Un sacerdote amichevole cerca di aiutarli, ma il caso è chiuso dal tribunale, e la famiglia di Walberg affonda nella povertà. Sua madre muore, la figlia diventa quasi una prostituta ed il figlio sta per vendere l'anima a Melmoth. Alla fine, quasi folle, Walberg decide di farla finita e ucciderli tutti. Il massacro sembra compiuto, quando arriva la notizia che il vero testamento è stato trovato, e la famiglia viene salvata. Il padre di Isidora si addormenta e si sveglia per trovare che al posto del narratore vi è Melmoth. Questi gli mostra il cadavere del narratore, promettendogli che si rincontreranno presto.
Il padre di Isidora continua il suo viaggio, ma ancora una volta viene raggiunto da Melmoth, che inizia il Racconto della Famiglia dei Mortimer, riguardante i tre nipoti di Sir Roger Mortimer: Margaret (erede di Sir Roger), Elinor e John. Elinor e John si innamorano, ma John la abbandona all'altare, ed Elinor fugge nello Yorkshire. Elinor torna a vivere con Margaret e John, sperando di ritrovare i suoi affetti, ma il ragazzo rimane stranamente distaccato. Elinor vede la sua situazione disperata e torna nello Yorkshire. Margaret sposa John. Margaret muore di parto e la madre di John confessa di aver inventato la storia che Elinor e John sono fratello e sorella. John impazzisce dal dolore ed Elinor si prende cura di lui. Elinor è tentata da Melmoth, ma si rivolge ad un prete locale per un consiglio. Questi racconta di esser stato intimo amico di Melmoth, distaccandosi da lui solo quando ebbe preso a frequentare maghi ed occultisti come John Dee. Il parroco aveva assistito anche alla sua morte, che Melmoth gli aveva fatto giurare di tenere nascosta, eppure quel giorno stesso lo aveva visto con i suoi occhi, come se il tempo per paura non lo avesse sfiorato. John muore, e poco dopo anche Elinor.
Con questo racconto Melmoth cerca infine di far intuire al padre di Isidora che sua figlia è in pericolo, ma l'uomo pensa solo ai suoi affari.
Isidora rimane incinta ed insieme a Melmoth organizza la sua fuga, ma al momento propizio suo fratello li scopre e muore in duello e l'Uomo Errante è costretto ad andarsene. Immalì e la sua bambina appena nata finiscono nelle prigioni dell'Inquisizione, dove Melmoth non esita a far loro visita, promettendo alla sua sposa la libertà e la gioia alle terribili condizioni che aveva proposto agli altri derelitti. Immalì, pur continuandolo ad amare, rifiuta con orrore di perdere la sua salvezza, e tra un interrogatorio e l'altro la sua bambina muore. Successivamente, con la benedizione di fra Josè, anche Immalì spira con il nome dell'amato sulla labbra.
Monçada sta per raccontare la storia di Adonia e della sua famiglia, quando viene interrotto dall'entrata dell'Uomo Errante.
Questi afferma che i suoi viaggi sono ormai terminati e il suo tempo è scaduto senza che nessuno accettasse di perdere la salvezza. Detto questo chiede di essere lasciato solo. Fa un sogno dove, condannato per l'eternità, rivede i fantasmi di tutti coloro che ha tentato con le sue lusinghe e, infine, anche Immalì. Svegliatosi, avverte il giovane Melmoth e Monçada di non entrare in quella stanza per nessun motivo. Durante la notte si sentono terribili rumori sovrannaturali. La mattina successiva i due giovani seguono delle tracce che finiscono alla scogliera, dove tutto ciò che rimane di Melmoth l'Uomo Errante è un lembo del suo mantello.

## Cronologia
| Anno         | Eventi | note                                                                                |
| ------------ | --- | ----------------------------------------------------------------------------------- |
| 1583/85      | Melmoth è in Polonia ospite del Principe di Laski (Olbracht Łaski) insieme a John Dee                                                                                     | secondo il racconto del parroco ad Elinor e le date storiche della vita di John Dee |
| 1646         | Data sul ritratto di Melmoth l'Errante |                                                                                     |
| 1665         | Inizio della storia di Elinor e Mortimer |                                                                                     |
| 1667         | Elinor ritorna al castello dei Mortimer e viene tentata da Melmoth |                                                                                     |
| 1676         | Stanton è in Spagna |                                                                                     |
| 1677         | — Stanton incontra Melmoth per la prima volta nella pianura di Valencia (17 agosto) — Stanton ritorna a Londra                                                            |                                                                                     |
| 1680         | Melmoth arriva sull'isola indiana ed incontra Immalì (lei ha 17 anni) |                                                                                     |
| 1681         | — Stanton incontra Melmoth a Londra, dopo ricerche di quattro anni, e viene rinchiuso in manicomio — Immalì si innamora di Melmoth, ma lui se ne va per sempre dall'isola |                                                                                     |
| 1683-1684    | Immalì, ora Isidora, incontra Melmoth in Spagna |                                                                                     |
| 1685-1686    | Immalì partorisce e muore nelle prigioni dell'Inquisizione |                                                                                     |
| 1786         | Nasce Monçada | data approssimativa, dato che nel 1816 Monçada ha circa 30 anni                     |
| 1798-99      | — Incendio dell'Inquisizione (29 novembre) — Fuga di Monçada - lo spagnolo incontra Adonia                                                                                | non specificato nel testo, presumibilmente alla fine del secolo                     |
| Autunno 1816 | — Il giovane John Melmoth torna a casa per assistere suo zio morente — Melmoth l'Uomo Errante finisce la sua esistenza                                                    |                                                                                     |

## Accoglienza
Honoré de Balzac scrisse un seguito del romanzo (il racconto lungo Melmoth riconciliato) e considerò il lavoro di Maturin degno di un posto tra il Don Giovanni di Molière, il Faust di Goethe e il Manfred di Lord Byron come una delle icone supreme della letteratura europea moderna.
Oscar Wilde, durante i suoi viaggi dopo il rilascio dalla prigione, si faceva chiamare Sebastian Melmoth, prendendo spunto per questo pseudonimo dal protagonista del romanzo del suo prozio e da San Sebastiano.
Lo storico della letteratura inglese Walter Raleigh, nel suo libro The English Novel (1894), ha affermato che "in Frankenstein e Melmoth l'Errante, l'orgia romantica raggiunse il suo culmine".
Il romanzo è stato descritto da HP Lovecraft come "un enorme passo nell'evoluzione del racconto d'orrore", e Maurice Richardson ha scritto un saggio per la rivista Lilliput lodando Melmoth.
Melmoth l'Errante è stato citato da Karl Edward Wagner come uno dei 13 migliori romanzi dell'horror soprannaturale.
Thomas M. Disch pose Melmoth l'Errante al numero quattro nella sua lista delle classiche storie fantastiche.
Per Devendra P. Varma, Melmoth rappresenta "il coronamento del romanzo gotico".
Michael Moorcock apprezzò il romanzo tanto da qualificarlo come "uno dei miei preferiti".